# Municipio de Case
El municipio de Case (en inglés: Case Township) es un municipio ubicado en el condado de Presque Isle en el estado estadounidense de Míchigan. En el año 2010 tenía una población de 903 habitantes y una densidad poblacional de 5,11 personas por km².

## Geografía
El municipio de Case se encuentra ubicado en las coordenadas 45°16′37″N 84°4′27″O / 45.27694, -84.07417. Según la Oficina del Censo de los Estados Unidos, el municipio tiene una superficie total de 176.74 km², de la cual 174,05 km² corresponden a tierra firme y (1,52 %) 2,68 km² es agua.

## Demografía
Según el censo de 2010, había 903 personas residiendo en el municipio de Case. La densidad de población era de 5,11 hab./km². De los 903 habitantes, el municipio de Case estaba compuesto por el 97,34 % blancos, el 0,22 % eran afroamericanos, el 0,66 % eran amerindios, el 0,44 % eran asiáticos y el 1,33 % eran de una mezcla de razas. Del total de la población el 1,11 % eran hispanos o latinos de cualquier raza.